# TRY AGAIN for JAPAN
「TRY AGAIN for JAPAN」 (トライ・アゲイン・フォー・ジャパン)は、日本のミュージシャンである長渕剛の44枚目のシングル。

## 解説
アルバムTRY AGAINの収録曲「TRY AGAIN」にアレンジを加えてシングルカットされた楽曲。

## 収録曲
1. TRY AGAIN for JAPAN
2. お家へかえろう 2011